# Nicolaaskerk (Kloosterburen)

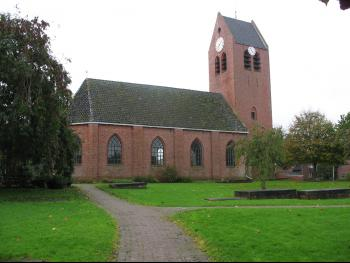
Nicolaaskerk

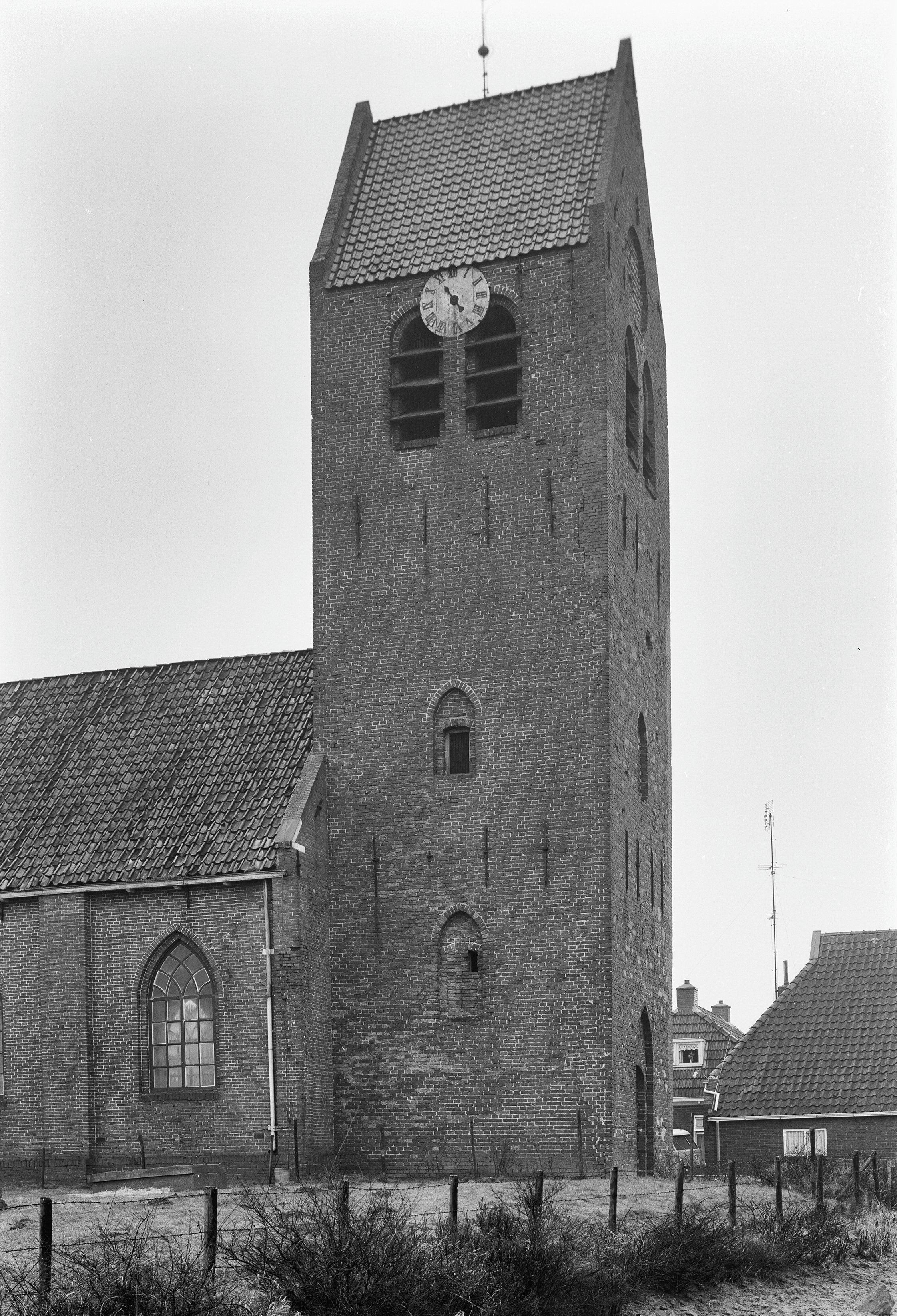
Turm der Nicolaaskerk

Die Nicolaaskerk (deutsch Nikolauskirche) ist ein Kirchengebäude der Protestantischen Kirche in den Niederlanden in Kloosterburen in der niederländischen Gemeinde Het Hogeland (Provinz Groningen).
Das Gebäude ist Rijksmonument unter der Nummer 23668 und der Turm befindet sich im Besitz der Stiftung Oude Groninger Kerken.

## Geschichte
Die Nicolaaskerk geht im Kern zurück auf die Kirche des Prämonstratenserklosters  Oldeklooster. Nach der Einführung der Reformation ging die Klosterkirche 1594 an die Reformierten über. Noch heute wird das Gotteshaus von einer reformierten Gemeinde innerhalb der unierten Protestantischen Kirche der Niederlande als Folge der Kirchenunion von 2004 genutzt.
Ältester Teil der Kirche ist der Turm von 1658 in seinen gotisierenden Formen, der in seinen Untergeschossen noch auf die frühere gotische Klosterkirche zurückgeht. Im Turm hängt eine 1501 durch Gerhard van Wou gegossene Glocke, die wahrscheinlich aus der Der Aa-kerk in Groningen stammt. Die Klosterkirche selber wurde 1815 niedergelegt und erst 1843 durch einen schlichten neogotischen Saalbau mit dreiseitigem Chorschluss, die heutige Nicolaaskerk, ersetzt.
Die Orgel der Kirche mit einem barocken Prospekt ist ein Werk der Firma van Oeckelen & Zoon aus dem Jahr 1898 mit sieben Registern auf einem Manual mit angehängtem Pedal, das im Jahr 1993 restauriert wurde.